# Ахинжанов, Сержан Мусатаевич
Сержан Мусатаевич Ахинжанов (каз. Сержан Ақынжанов; 3 сентября 1939, Алма-Ата — 16 августа 1991) — советский казахский археолог и историк. Сын историка Мусатая Ахинжанова. Отец Лейлы Ахинжановой.

## Биография
После окончания школы поступил на исторический факультет Казахского государственного университета, со второго курса продолжил обучение на историческом факультете Московского университета, который окончил с отличием в 1964 году (научный руководитель Л. Р. Кызласов). Затем окончил аспирантуру в Институте истории, археологии и этнографии АН Казахской ССР, где продолжил работу в отделах средневековой истории и археологии. В 1973 году под руководством А. Х. Маргулана защитил диссертацию «Кипчаки и их политические взаимоотношения с Хорезмом в XI — начале XIII вв.», получив степень кандидата исторических наук.
С 1969 г. участвовал в раскопках городища Отрар — впоследствии был главным научным консультантом художественного фильма «Тень завоевателя» (оригинальное название «Гибель Отрара») на сюжет об этом древнем городе. В 1982—1986 гг. руководил Шульбинской археологической экспедицией в районе строительства Шульбинской ГЭС, одновременно с 1984 г. заведовал лабораторией археологической технологии в Институте истории, археологии и этнографии.
Утонул в реке Талас.

## Труды
Основной труд Ахинжанова — монография «Кыпчаки в истории средневекового Казахстана» (1989, переиздания 1995, 1999), в которой исследовалась, в частности, роль кыпчаков в этногенезе казахского народа. Ему принадлежит несколько глав в коллективной монографии «Археологические памятники в зоне затопления Шульбинской ГЭС» (1987), ряд статей.
Работы Ахинжанова отличались «тщательностью обработки исходных данных, широким историко-культурным контекстом рассмотрения конкретных проблем».

## Память
С 1993 г. в память об учёном проходят ежегодные Ахинжановские чтения.